# Cam (flod)

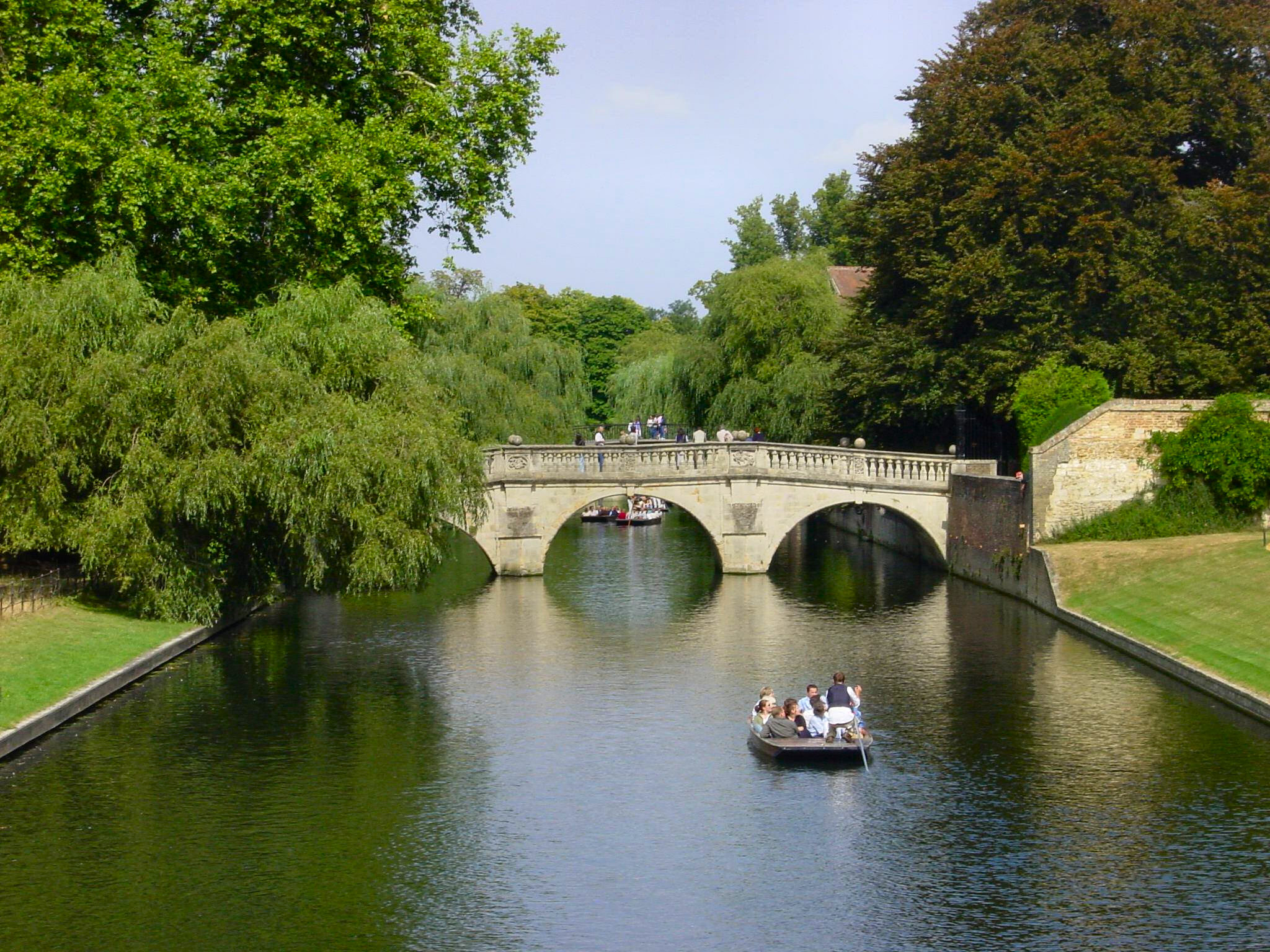
Utiskt över River Cam norrut från King's College bridge i centrala Cambridge

Cam eller River Cam (ursprunglig namnform Granta) är en biflod till Great Ouse i östra England. De två vattendragen rinner ihop söder om staden Ely, vid Pope’s Corner. Floden rinner genom Cambridge och mynnar ut i Nordsjön cirka 64 km öster om denna stad.  Två av biflödena bär namnet River Granta, varför det förekommer att Granta används synonymt med Cam.